# Eric Engstam
Eric Engstam, född Erik Karlsson 2 januari 1891 i Ljuders socken, Kronobergs län, död 21 juli 1944 i Stockholm, var en svensk sångtextförfattare, vissångare och skådespelare.
Engstam började omedelbart efter sin studentexamen 1909 vid teatern. Han var anställd som skådespelare vid olika Stockholmsscener som Södermalmsteatern, Kristallsalongen, Mosebacketeatern och Casino-teatern samt i landsorten hos Carl Deurell, John Liander och Knut Lindroth. Dessutom tillbringade han ett flertal somrar på turnéer som vissångare. Bland de roller han gjort kan nämnas Stol-Pelle i Skeppargatan 40, Carlsson i Hemsöborna, Slinken i 33.333, Ernst i Fjärde budet och Sjöholm i Skärgårdsflirt.

## Filmografi
- 1925 – Bröderna Östermans huskors
- 1932 – Bröderna Östermans huskors
- 1942 – En äventyrare
- 1942 – Vårat gäng
- 1943 – Kungsgatan

## Teater

### Roller (ej komplett)
| År   | Roll        | Produktion                                                            | Regi | Teater                 |
| ---- | ----------- | --------------------------------------------------------------------- | ---- | ---------------------- |
| 1912 | Medverkande | Susanna och seglarna, eller En rundmålning, Norrköping-Arkösund, revy |      | John Lianders sällskap |
| 1923 | Carlson     | Hemsöborna August Strindberg                                          |      | Södermalms Teater      |
| 1926 | Sjöholm     | Skärgårdsflirt Gideon Wahlberg                                        |      | Mosebacketeatern       |